# Pavel Kaniansky
Pavel Kaniansky, též Pavol Kaniansky (6. ledna 1899 Ráztočno – ???), byl slovenský a československý politik a poúnorový poslanec Národního shromáždění ČSR za Stranu slovenské obrody.

## Biografie
Po únorovém převratu v roce 1948 patřil k frakci tehdejší Demokratické strany loajální vůči Komunistické straně Československa, která v této straně převzala moc a proměnila ji na Stranu slovenské obrody coby spojence komunistického režimu.
Po volbách do Národního shromáždění roku 1948 získal mandát v parlamentu za volební kraj Trenčín. Mandát nabyl až dodatečně v červnu 1952 jako náhradník poté, co zemřel poslanec Milan Polák. V parlamentu zasedal do konce funkčního období, tedy do voleb v roce 1954.